# Râul Mălăiești, Elan
Râul Mălăiești este un curs de apă, afluent al râului Elan. 